# Bessatsu Shonen Sunday
Bessatsu Shonen Sunday (яп. 別冊少年サンデー бэссацу сё:нэн сандэ:) — журнал манги для юношей, публиковавшийся японским издательством Shogakukan с весны 1960 года по март 1974. Первоначально он выходил раз в квартал, но с декабря 1964 года перешел на ежемесячный формат. Был закрыт в марте 1974 года из-за плохих продаж и проблем с бумагой, которые были вызваны нефтяным кризисом 1973 года.

## Манга
- 21emon, автор — Фудзико Фудзио
- Android Kikaider, автор — Мицуру Хирута (1972—1973)
- Hana to Hi to Matsuri, автор — Сётаро Исиномори
- The Return of Ultraman, автор — Акира Мидзухо (1971)
- Kappa no Sanpei, автор — Сигэру Мидзуки (1968—1969)
- Kikaider 01, автор — Мицуру Хирута (1973)
- Michikusa, автор — Акио Тиба
- Mutant Sub, автор — Сётаро Исиномори (1965—1966)
- Obake no Q-taro, автор — Фудзико Фудзио (1964—1965)
- Onboro Bakugekitai, автор — Хироси Сасагава
- Ore wa Tetsuo-kun, автор — Дайсукэ Танго
- Ōsenshū Monogatari, автор — Ютака Ёсида
- Osomatsu-kun, автор — Фудзио Акацука
- Silver Kamen, автор — Мицуру Хирута (1972)
- Ultraman Ace, автор — Мицуру Хирута (1972—1973)
- Umi no Ouji, автор — Фудзико Фудзио (1960—1964)